# معدل الفائدة الفعلية
معدل الفائدة الفعلية أو الفائدة الفعلية في الاقتصاد (بالإنجليزية: effective interest rate effective annual interest rateأو (annual equivalent rate (AER أو effective rate) هو الفائدة السنوية التي يحصل عليها مصرف من عميل عن مبلغ اقترضه المدين من المصرف. وهو يحسب على أساس فائدة إسمية (يومية أو شهرية أو غيرها) تنتج فائدة مركبة سنوية تدفع عند نهاية مدة القرض.
ويستخدم معدل الفائدة الفعلية  لمقارنة عدة عروض مصرفية للاقتراض، تختلف فيما بينها بالنسبة لطريقة حساب الفائدة (فائدة يومية، أو شهرية أو سنوية أو غيرها).
وتحتلف معدل الفائدة الفعلية عن المعدل السنوي المئوي annual percentage rate في نقطتين :
- لا يحتوي معدل الفائدة الفعلية على رسوم تسجيل،
- لا تتدخل الجهات الرسمية في طريقة تحديد معدل الفائدة الفعلية، بعكس الأمر مع المعدل السنوي المئوي.

ولتوضيح ذلك يمكن القول بأن تعريف المعدل السنوي المئوي محدد بالقانون، بينما رسوم التسجيل ومصروفات أخرى تعتمد على المصرف وعلى ما تحدده سياسة المنطقة (حكومة الولاية أو المحافظة).

## اقرأ أيضًا
- معدل الفائدة السنوي
- معدل الفائدة الإسمية
- تقييم حسن النية
- مردود الاستثمار
- الحد الأدنى للعائد
- مركز مربح
- مركز تكلفة
- مركز استثماري
- نظارة الحسابات
- تخصيص الأموال